# Poka-Yoke

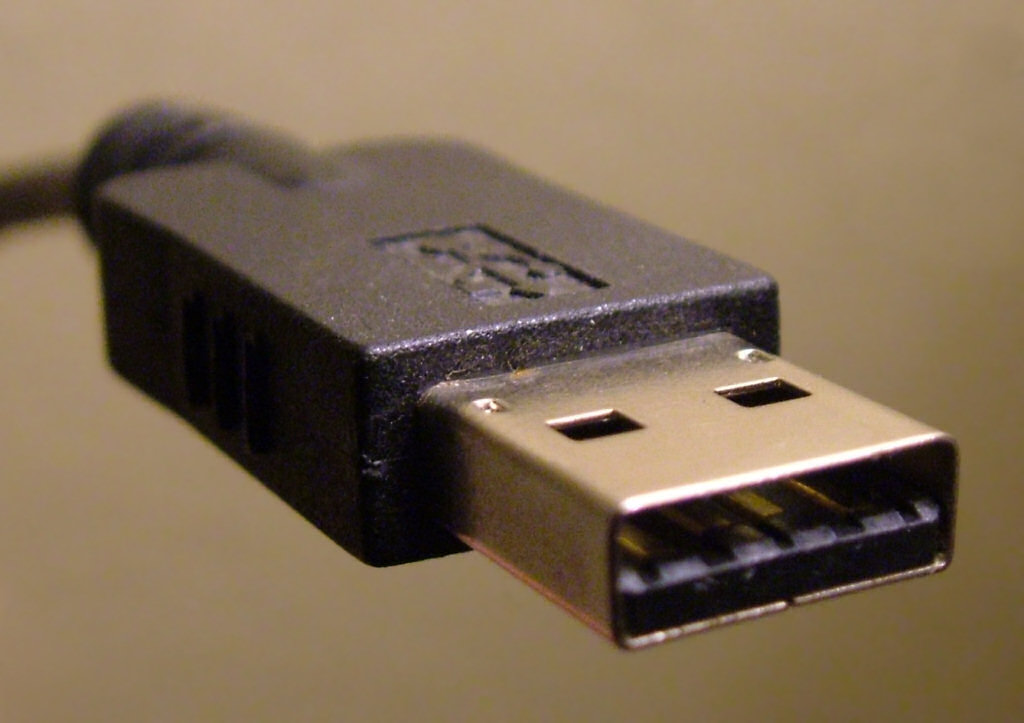
Um conetor USB é um exemplo de design poka-yoke pois só se pode ligá-lo de uma forma correta.

Poka-yoke (pronuncia-se poca-iôque) é um dispositivo à prova de erros destinado a evitar a ocorrência de defeitos em processos de fabricação e/ou na utilização de produtos. Este conceito faz parte do Sistema Toyota de Produção e foi desenvolvido primeiramente por Shigeo Shingo, a partir do princípio do "não-custo". Um exemplo é a impossibilidade de remover a chave da ignição de um automóvel se a sua transmissão automática não estiver em "ponto morto", assim o motorista não pode cometer o erro de sair do carro em condições inseguras. No Brasil as primeiras fábricas a utilizarem algum método poka-yoke foram as empresas construtoras de veículos, como Volkswagen e Ford que notaram a prática utilizada por montadoras japonesas após o estudo de James Womack, divulgado no livro A Máquina que mudou o Mundo e culminou com o surgimento do Lean Enterprise Institute, dos EUA e logo em seguida do Lean Institute Brasil, institutos especializados na disseminação do Toyota Production System e Lean Manufacturing em empresas de todos os setores.
Segundo Shingo (1996, p.55), inspeção sucessiva, autoinspeção e inspeção na fonte podem ser todas alcançadas através do uso de métodos Poka-yoke. O Poka-yoke possibilita a inspeção 100% através de controle físico ou mecânico. Quanto às funções de regulagem do Poka-yoke há duas maneiras onde ele pode ser usado para corrigir erros:
- Método de controle: Quando o Poka-yoke é ativado, a máquina ou linha de processamento para, de forma que o problema possa ser corrigido.

- Método de advertência: Quando o Poka-yoke é ativado um alarme soa ou uma luz sinaliza, visando alertar o trabalhador.

O Poka-yoke de controle é o dispositivo corretivo mais poderoso, porque paralisa o processo até que a condição causadora do defeito tenha sido corrigida. O Poka-yoke de advertência permite que o processo que está gerando o defeito continue, caso os trabalhadores não atendam ao aviso. A frequência com que ocorrem os defeitos e o fato deles poderem ou não ser corrigidos, uma vez que tenham ocorrido, irá influenciar na escolha entre esses dois métodos. Defeitos mais frequentes ou impossíveis de serem corrigidos exigem um Poka-yoke de advertência, enquanto que se a frequência de defeitos é baixa e o defeito é possível de ser corrigido é preferível um Poka-yoke de controle. O Poka-yoke de controle é o mais eficiente na maioria dos casos.

## Funções determinantes do Poka-Yoke
Segundo Shingo (op. cit.) há três tipos de Poka-yoke de controle:
- Método de contato: Identifica os defeitos em virtude da existência ou não de contato entre o dispositivo e alguma característica ligada à forma ou dimensão do produto.

- Método de conjunto: Determina se um dado número de atividades previstas são executadas.

- Método de etapas: Determina se são seguidos os estágios ou operações estabelecidas por um dado procedimento.

## Escolha de um método Poka-Yoke
Shingo (op. cit.) afirma que o dispositivo Poka-yoke em si não é um sistema de inspeção, mas um método de detectar defeitos ou erros que pode ser usado para satisfazer uma determinada função de inspeção. A inspeção que é um objetivo, enquanto o Poka-Yoke é simplesmente o método. Por exemplo, um gabarito que rejeita uma peça processada incorretamente é um Poka-Yoke que desempenha a função de inspeção sucessiva. Se a inspeção sucessiva, aquela que detecta defeitos depois que eles ocorrem, não é a maneira mais eficaz de eliminar os defeitos naquele processo específico, um outro sistema deve ser usado. 
Portanto, o primeiro passo na escolha e adoção de métodos de controle de qualidade efetivos é identificar o sistema de inspeção que melhor satisfaz as necessidades de determinado processo. O passo seguinte é identificar um método de Poka-Yoke (controle ou advertência) que seja capaz de satisfazer a inspeção desejada. Somente depois de definido o método apropriado, deve-se considerar qual o tipo do dispositivo Poka-Yoke (contato, conjunto ou etapas).

## Poka-Yoke em Serviços
Apesar de ser uma ferramenta típica da engenharia, ou seja, com características próprias para se evitar erros em coisas tangíveis, existem estudos que demonstram a aplicabilidade do Poka-Yoke para serviços, que tem uma característica natural de intangibilidade.
A aplicação do conceito do Poka-Yoke para o setor de serviços foi proposta por Chase et al. (1994) no artigo "Make your Service Fail-Safe"
Alguns exemplos que elucidam a aplicação do poka-yoke na prevenção de erros em serviços: 
- Sinos/sinais sonoros na porta de lojas indicando a chegada de um cliente a ser atendido;
- Tiras de papel envolvendo as toalhas limpas e vasos higienizados em hotéis, evitando que o funcionário saia dos quartos sem que o serviço tenha sido efetuado;
- Senhas para ordenação de fila,
- Ligações de consultório médico/dentário para pacientes confirmando o agendamento das consultas.
- Em parques de diversão: Medidor de altura de altura para verificar se uma criança pode ou não usar um brinquedo
- Em estacionamentos: informações no papel entregue ao cliente indicando onde o carro foi estacionado.
- Equipamentos de checagem de lances em várias modalidades desportivas, como o VAR[2] e a Tecnologia da Linha de Gol, ambos usados no futebol para se evitar erros da arbitragem.